# Campionati del mondo di ciclismo su pista 2010 - Inseguimento individuale femminile
L'inseguimento individuale donne è stato uno dei nove eventi femminili disputati ai Campionati del mondo di ciclismo su pista 2010 di Ballerup, in Danimarca. La statunitense Sarah Hammer ha vinto la medaglia d'oro battendo nella manche finale la britannica Wendy Houvenaghel.
La gara ha visto le partecipazione di 22 atlete rappresentanti 18 Paesi differenti. La fase di qualificazione e la finale si sono disputate entrambe il 24 marzo 2010.

## Record del mondo
| Record del mondo | Record del mondo | Record del mondo | Record del mondo | Record del mondo |
| ---------------- | ---------------- | ---------------- | ---------------- | ---------------- |
| WR               | 3'24"537         | Sarah Ulmer      | Atene            | 22 agosto 2004   |

## Risultati

### Round di qualificazione
Il round di qualificazione vede le 22 partecipanti gareggiare una contro l'altra in gare da 2. Le atlete con i migliori 4 tempi passano al turno successivo.
| Manche | Atleta              | Tempo    | Posiz | Note |
| ------ | ------------------- | -------- | ----- | ---- |
| 1      | Jaime Nielse        | 3'37"212 | 7     |      |
| 1      | Nontasin Chanpeng   | 3'54"945 | 21    |      |
| 2      | Reum Na Ah          | 3'39"518 | 12    |      |
| 2      | Vaida Pikauskaite   | 3'45"782 | 19    |      |
| 3      | Debora Galvez Lopez | 3'46"051 | 20    |      |
| 3      | Fan Jiang           | 3'38"519 | 10    |      |
| 4      | Charlotte Becker    | 3'48"068 | 16    |      |
| 4      | Ellen van Dijk      | 3'33"704 | 5     |      |
| 5      | Verena Joos         | 3'41"092 | 14    |      |
| 5      | Wan Yiu Jamie Wong  | 3'59"093 | 22    |      |
| 6      | Pascale Schinder    | 3'39"111 | 11    |      |
| 6      | Sarah Kent          | 3'40"779 | 13    |      |
| 7      | Elissavet Chantzi   | 3'44"802 | 17    |      |
| 7      | Dalila Rodriguez    | 3'41"277 | 15    |      |
| 8      | Vera Koedooder      | 3'37"466 | 8     |      |
| 8      | Sarah Hammer        | 3'27"826 | 1     | Q    |
| 9      | Vilija Sereikaite   | 3'31"905 | 4     | Q    |
| 9      | Lesya Kalitovska    | 3'36"159 | 6     |      |
| 10     | Wendy Houvenaghel   | 3'30"377 | 2     | Q    |
| 10     | Ausrine Trebaite    | 3'45"286 | 18    |      |
| 11     | Alison Shanks       | 3'31"259 | 3     | Q    |
| 11     | Tara Whitten        | 3'38"315 | 9     |      |

### Finali
Sarah Hammer e Wendy Houvenaghel, le due classificate con il miglior tempo nelle qualificazioni, si sono affrontate direttamente per la medaglia d'oro; Alison Shanks e Vilija Sereikaite, rispettivamente terza e quarta, per il bronzo.

#### Gara per l'oro
| Posiz | Atleta            | Tempo    |
| ----- | ----------------- | -------- |
| 1     | Sarah Hammer      | 3'28"601 |
| 2     | Wendy Houvenaghel | 3'32"496 |

#### Gara per il bronzo
| Posiz | Atleta            | Tempo    |
| ----- | ----------------- | -------- |
| 3     | Vilija Sereikaite | 3'32"085 |
| 4     | Alison Shanks     | 3'32"733 |